# Romolo Celant
Romolo Celant (Aiello del Friuli, 20 giugno 1911 – Trieste, 17 marzo 1990) è stato un calciatore italiano, di ruolo attaccante.

## Caratteristiche tecniche
Giocava come ala.

## Carriera
Ha esordito in Serie A con la maglia del Liguria il 26 settembre 1937 in Livorno-Liguria (2-3).
Successivamente ha giocato con le maglie di Palermo ed Alessandria in Serie B.